# カリカンジャロス
カリカンジャロス（ギリシア語: Καλικάντζαρος , Καλικάντζαροι 英語: Kallikantzaros）は、キリスト教圏において、クリスマスから公現祭の間の時期に現れると信じられているゴブリンに似たギリシャ起源の民話上の生き物。
地の精であり、大地を支えている巨大な木を鋸で切ろうと試みるが、1月6日の公現祭と共にいなくなり失敗する。木は、その後すぐに蘇生して毎年繰り返される。また、クリスマスから公現祭の間の時期には地表に出てくるので、民家などでいたずらや悪さをして回る。
民間の伝承によれば、キリスト教においての神聖な数字の「3」を言う事ができないので、民家などで悪さをする事を封じるにはなんらかの数をカウントさせる行為を仕向けると防ぐ事ができると言われている。例えば、地面に木の実などをばら撒いてその数をカウントさせると、キリスト教においての神聖な数字の「3」を言う事ができないので、永遠に「1,2,1,2,・・・」と繰り返している内に1月6日の公現祭がきてお払いをされてしまうので、再び地下の世界に戻らなくてはいけなくなる。
ギリシャ以外の国でも、同種の似たような地の精の名前が知られており、本来の語源はどこなのかはよく解っていない。

## ブルガリアの民間伝承
ブルガリアではカラコンジュル（ブルガリア語: караконджол; karakondjul, karakondjol, karakondzul/karakondžul）と呼ばれる。外見は様々に伝えられ、一例では人間に似ているが体毛に覆われ、尾を持ち、大きな頭に角がついているとされる。あるいは一つ目で一つ足だとされることもある。あるいは馬頭の人のようであるともされる。また、犬や子牛の姿に変身することもある。洞窟や川、廃屋とした化した水車小屋などに住むといわれ、夜行性であるという。